# Maria Dobroniega

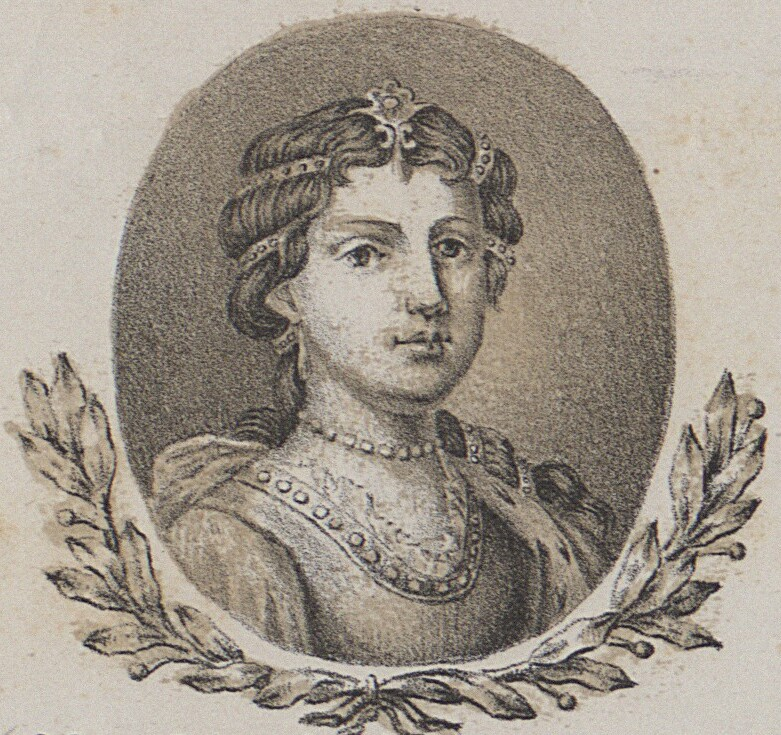
Maria Dobroniega (Zeichnung von 1851)

Maria Dobroniega  (russisch Мария Добронега; * um 1011/25; † 1087) war Ehefrau von Herzog Kasimir I. von Polen.

## Herkunft
Maria Dobroniega kam aus der Kiewer Rus. Ihre Herkunft und ihr Geburtsjahr sind nicht überliefert. Möglicherweise kam sie 1018 nach Polen.
Als Vater kommen in Frage
- Wladimir der Große (um 960–1015), Großfürst von Kiew, unsicher[4]
- Jaroslaw der Weise (um 979–1054), Großfürst von Kiew, wahrscheinlicher[5]
- Kosnjatin Dobrynitsch (um 990–nach 1019), Statthalter von Nowgorod, möglich[6]

## Ehe und Nachkommen
Maria heiratete um 1041 den polnischen Thronfolger Kasimir I. Karl. Sie bekamen mehrere Kinder:
- Bolesław II., genannt der Kühne (* 1042; † 22. März 1081), der das Königtum in Polen erneuerte,
- Władysław I. Herman (* 1043; † 4. Juni 1102), der nach dem Sturz seines Bruders Bolesław, 1079, Polen als Herzog regierte
- Mieszko (* 1045, † 1065), Herzog von Kujawien (1058–1065)?
- Swatawa (polnisch Świętosława; * 1046/48; † 1. September 1126), verheiratet mit Vratislav II. König von Böhmen, erste Königin.
- Otto (* 1047/48, † 1048)